# Ilhas Cayman nos Jogos Pan-Americanos de 2019
As Ilhas Cayman competiram nos Jogos Pan-Americanos de 2019 em Lima de 26 de julho a 11 de agosto de 2019.
O Comitê Olímpico das Ilhas Cayman nomeou oficialmente uma delegação de seis atletas (quatro homens e duas mulheres) para competir em quatro esportes (atletismo, ginástica, natação e vela) em 28 de junho de 2019. A equipe também era composta por oito oficiais, técnicos e diretores.
Durante a  cerimônia de abertura dos jogos, o velocista Kemar Hyman foi o porta-bandeira do país na parada das nações.

## Competidores
Abaixo está a lista de competidores (por gênero) participando dos jogos por esporte/disciplina.
| Esporte   | Homens | Mulheres | Total |
| --------- | ------ | -------- | ----- |
| Atletismo | 1      | 0        | 1     |
| Ginástica | 0      | 1        | 1     |
| Natação   | 2      | 1        | 3     |
| Vela      | 1      | 0        | 1     |
| Total     | 4      | 2        | 6     |

## Atletismo
As Ilhas Cayman qualificaram um atleta masculino na pista.
Chave
- Nota– Posições nos eventos de pista são para a fase inteira

Eventos de pista
| Atleta      | Evento | Semifinais | Semifinais | Final       | Final       |
| Atleta      | Evento | Resultado  | Posição    | Resultado   | Posição     |
| ----------- | ------ | ---------- | ---------- | ----------- | ----------- |
| Kemar Hyman | 100 m  | 10.44      | 13º        | Não avançou | Não avançou |

## Ginástica
As Ilhas Cayman qualificaram uma ginasta feminina.

### Artística
Feminina
Qualificação individual
| Atleta       | Evento           | Aparelho | Aparelho | Aparelho | Aparelho | Total  | Posição |
| Atleta       | Evento           | V        | UB       | BB       | F        | Total  | Posição |
| ------------ | ---------------- | -------- | -------- | -------- | -------- | ------ | ------- |
| Raegan Rutty | Individual geral | 12.075   | 9.600    | 9.400    | 9.900    | 40.975 | 38      |

## Natação
As Ilhas Cayman qualificaram três nadadores (dois homens e uma mulher).
| Atleta       | Evento                    | Eliminatórias | Eliminatórias | Final       | Final       |
| Atleta       | Evento                    | Tempo         | Pos.          | Tempo       | Pos.        |
| ------------ | ------------------------- | ------------- | ------------- | ----------- | ----------- |
| John Bodden  | 400 m livre masculino     | 4:04.34       | 15º FB        | 4:10.70     | 16º         |
| John Bodden  | 1500 m livre masculino    | —             | —             | 16:16.31    | 16º         |
| John Bodden  | 200 m borboleta masculino | 2:08.22       | 21º           | Não avançou | Não avançou |
| Brett Fraser | 50 m livre masculino      | 22.74         | 9º FB         | 23.42       | 16º         |
| Brett Fraser | 100 m livre masculino     | 49.68         | 7º FA         | 49.97       | 8º          |
| Lauren Hew   | 50 m livre feminino       | 27.13         | 21ª           | Não avançou | Não avançou |
| Lauren Hew   | 100 m livre feminino      | 1:01.38       | 25ª           | Não avançou | Não avançou |
| Lauren Hew   | 200 m livre feminino      | 2:14.50       | 21ª           | Não avançou | Não avançou |

## Vela
As Ilhas Cayman receberam uma vaga de universalidade na classe laser.
Masculino
| Atleta        | Classe | Regata | Regata | Regata | Regata | Regata | Regata | Regata | Regata | Regata | Regata | Regata         | Total | Posição |
| Atleta        | Classe | 1      | 2      | 3      | 4      | 5      | 6      | 7      | 8      | 9      | 10     | M              | Total | Posição |
| ------------- | ------ | ------ | ------ | ------ | ------ | ------ | ------ | ------ | ------ | ------ | ------ | -------------- | ----- | ------- |
| Jesse Jackson | Laser  | 21     | 20     | 18     | 22     | 22     | 22     | 22     | 21     | 19     | 21     | Não qualificou | 186   | 21º     |